# 鄭節 (正德進士)
鄭節（1487年—？），字介甫，河南汝寧府汝陽縣民籍，山西沁州人，明朝政治人物。

## 生平
正德五年（1510年）庚午科河南鄉試第四十九名舉人。正德十六年（1521年）中式辛巳科會試第二百八十五名，登第三甲第一百三十七名進士。

## 家族
曾祖鄭景議；祖父鄭□，曾任壽官；父鄭紳，曾任訓導。母龔氏。重庆下。